# Деян Айдачич
Деян Айдачич (на сръбски: Дејан Ајдачић или Dejan Ajdačić) е сръбски филолог, фолклорист, етнолингвист, литературен критик, доктор по филология.

## Биография
През 2000 година защитава докторска дисертация на тема „В света на демоните в литература на сръбския романтизъм“. Работи в Университетската библиотека в Белград (1988 – 2003) и преподава в Славянския университет в Киев (2001 – 2007). От 2003 година работи като преподавател по сръбска литература и език в Института по филология на Киевския национален университет „Тарас Шевченко“. Лекции по фолклор и литературна история на южните славяни е чел във Велико Търново (България), Варшава, Лодз, Гданск, Люблин (Полша), Пескара (Италия).
Научните му интереси са в областите фолклор на южните славяни, сръбска литература, сравнително изучаване на славянските литератури, етнолингвистика. Текстовете му са публикувани на сръбски, английски, български, италиански, полски, украински и руски език.
Основател и главен редактор на фолклористично и етнолингвистично списание Кодови словенских култура (т. 1 – 10, 1996 – 2008), основател и главен редактор на украинско-сръбския сборник Украс (т. 1 – 7, 2006 – 2012). Ръководител на Проект Растко (електронна библиотека на сръбската култура и онлайн мрежа от културни проекти) и електронни библиотеки Проект Растко Украйна, Проект Растко България, Славянска етнолингвистика.
Член на Комисията по етнолингвистика и Комисията по фолкористика към Международния славистичен комитет. Участник в международни конгреси на славистите в Братислава (1993), Краков (1998), Любляна (2003), Охрид (2008). Участие в научни проекти – „Упоредна истраживања српске књижевности: у европском контексту“ (2006 – 2010, № 148018), Народна култура Срба између Истока и Запада (2011 – 2014, № 177022).

### Автор на книгите
- Изабрана дела, Београд, 1988. (съавтор Иван Срдановић)
- Новак Килибарда – научник, књижевник, Бар, 2000, 437 с.
- Прилози проучавању фолклора балканских Словена, Београд, 2004, 311 с.
- Короткий українсько-сербський словник сполучуваності слів. Навчальний словник, Київ, 2005, 126 с. (співавтор Юлія Білоног)
- Славистичка истраживања, Београд, 2007, 298 с.
- Футурославија. Студије о словенској научној фантастици, Београд, Емитор № 463, 2008, 102 с. (редактор: Зоран Стефанович)
- Футурославија. Студије о словенској научној фантастици, Београд, „ТИА Јанус“, 2009, 200 с. (редактор: Зоран Стефанович)
- Футурославія. Літературознавчі огляди про футурофантастику, Київ, 2010, 172 с.
- Славістичні дослідження: фольклористичні, літературознавчі, мовознавчі, Київ, 2010, 307 с.
- Демони і боги у слов'янських літературах, Київ, 2011, 184 с.
- Еротославија. Преображења Ероса у словенским књижевностима, Београд, 2013, 415 с.

### Редактор на сборниците
- The Magical and Aesthetic in the Folklore of Balkan Slavs, Belgrade, 1994.
- Фотографије Војислава М. Јовановића, Београд, 1997. (съавтор Миланка Тодић)
- Килибарда, Новак. Епска мјера историје, Подгорица, 1998.
- Килибарда, Новак. Усмена књижевност пред читаоцем, Подгорица, 1998.
- Килибарда, Новак. Усмена књижевност у служби писане, Ријека Црнојевића, 1998.
- Антиутопије у словенским књижевностима, Београд, 1999.
- Erotsko u folkloru Slovena, Beograd, 2000.
- Чудо у словенским културама, Београд, 2000.
- Јовановић, Војислав М. Зборник радова о народној књижевности, Београд, 2001. (съавтор Илија Николић)
- Рјабчук, Микола. Од Малорусије до Украјине, Београд, 2003.
- Новітня сербська драматургія, Київ, 2006.
- Apokryfy i legendy starotestamentowe Słowian południowych, Kraków, 2006. (съавтори Georgi Minczew, Małgorzata Skowronek)
- Словенска научна фантастика, Београд, 2007. (съавтор Бојан Јовић)
- Suvin, Darko. Naučna fantastika, spoznaja, sloboda, Beograd, 2009.
- О делу Драгослава Михаиловића, Врање, 2009. (коавтор Зоран Момчиловић)
- Jakobsen, Per. Južnoslovenske teme, Beograd, 2010. (коавтор Persida Lazarević Di Đakomo)
- U čast Pera Jakobsena: Zbornik radova, Beograd, 2010. (коавтор Persida Lazarević Di Đakomo)
- Venecija i slovenske književnosti: zbornik radova, Beograd, 2011. (коавтор Persida Lazarević Di Đakomo)
- Бартмињски, Јежи. Језик, слика, свет: етнолингвистичке студије, Београд, 2011.
- Тело у словенској футурофантастици, Београд, 2011.
- Слов’янська фантастика. Збірник наукових праць, Київ, 2012.
- Київ і слов'янські літератури, Київ, 2013, (в печат).

### Статии с българска проблематика
- Кратак преглед фолклорних демона у бугарској књижевности // Зборник Матице српске за славистику, Нови Сад, 46 – 47, 1994. – с. 197 – 205.; Славистичка истраживања / Дејан Ајдачић, Београд, 2007. – с. 146 – 151.
- Свадба у српској и бугарској прози // Жизненият цикъл. Доклади от българо-сръбска научна конференция, София, 2000. – с. 183 – 193.; Прилози проучавању фолклора балканских Словена / Дејан Ајдачић, 2004. – с.75 – 86.
- Књижевно обликовање представа о противнику у бугарско српским ратовима // Славистика, Београд, 7, 2003. – с. 373 – 377.; Славистичка истраживања / Дејан Ајдачић, Београд, 2007. – с. 152 – 156.
- Parodija u političkom folkloru devedesetih godina // Godišnjak za društvenu istoriju, 9, sv. 1/3, 2002 [štamp. 2004]. – s. 197 – 208.; Пародија у политичком фолклору 1990-их // Прилози проучавању фолклора балканских Словена / Дејан Ајдачић, 2004. – с.277 – 286.
- Bugarski kontrapunkt [pogovor], u: Boris Hristov: Krtica. Dolina cipela, Beograd, Clio, 2002. – s. 119 – 122.; Славистичка истраживања / Дејан Ајдачић, Београд, 2007. – с.157 – 159.

### Статии на български език
- Клетвата като елемент в структурата на различни жанрове народно творчество // Български фолклор, София, 1994, 3. – с. 49 – 55.
- Социалистическата прослава на труда // Социализмът – Реалност и илюзии. Етнологични аспекти на всекидневната култура, София, 2003. – с. 249 – 256.
- Едно ново списание тръгна по своя път (Кодови словенских култура) // Български фолклор, София, 1998, 1 – 2. – с. 184.

### Преводи на сръбски език
- Вихра Баева: Чудо као лични мит // Чудо у словенским културама, Београд, 2000. – с. 76 – 82
- Милена Беновска-Сбкова: Појава екстрасенса са становишта фолклористике Архив на оригинала от 2013-04-20 в Wayback Machine.
- Валентина Васева: Рађање деце у космо-биолошком ритму рађања живота // Кодови словенских култура, Београд, 7, 2002. – с. 27 – 54.
- Plamen Bočkov: Najda ili folklorna scientia sexualis // Erotsko u folkloru Slovena, Beograd, 2000. – s. 436 – 442.
- Десислава Влчева: Птице у бугарским народним представама и веровањима о свету и човеку // Кодови словенских култура, Београд, 8, 2003. – с.17 – 32.
- Албена Георгиева: Чудесно као обележје жанра у прози // Чудо у словенским културама, Београд, 2000. – с. 89 – 97.
- Radost Ivanova: Zbogom dinosauri, dobrodošli krokodili!, Beograd, 2000. – 181. s.
- Радост Иванова: Свадба као систем знакова // Кодови словенских култура, Београд, 3, 1998. – с. 7 – 13.
- Ančo Kalojanov: Semantika erotske scene iz Preslava u kontekstu folklornih izvora i bugarskog šamanstva // Erotsko u folkloru Slovena, Beograd, 2000. – s. 127 – 139.
- Rosen Malčev: Naučni projekat Etnokulturni parametri bugarske Vita sexualis u kontekstu bugarske, balkanske i slovenske folklorne tradicije // Erotsko u folkloru Slovena, Beograd, 2000. – s. 528 – 532.
- Evgenija Miceva: Erotski folklor i njegovi nosioci // Erotsko u folkloru Slovena, Beograd, 2000. – s. 464 – 473.
- Георги Минчев: Жанровске особености псеудо-канонске „Повести о крсном дрвету“ попа Јеремије // Научни састанак слависта у Вукове дане, т. 33, 2004, књ. 2. – с. 13 – 18.
- Вања Николова: Земљораднички код у свадби као мит // Кодови словенских култура, Београд, 5, 2000. – с. 71 – 85.
- Рачко Попов: О једној варијанти карневалске свадбе код Бугара // Кодови словенских култура, Београд, 3, 1998. – с. 61 – 68.
- Рачко Попов: Природа чуда у народним веровањима Бугара // Чудо у словенским културама, Београд, 2000. – с. 61 – 68.
- Људмила Стојанова: Фолклорни фантазми у бугарској књижевности // Чудо у словенским културама, Београд, 2000. – с. 297 – 308.
- Stanoj Stanoev: Seksualni vic, po materijalima iz bugarskog folklora // Erotsko u folkloru Slovena, Beograd, 2000. – s. 507 – 527
- Ана Стојкова: Чудо Светог Георгија са змајем у Томанском апокрифном зборнику // Чудо у словенским културама, Београд, 2000. – с. 109 – 125
- Ивета Тодорова-Пиргова: Магија и ритуал – „једномесечићи“ и „енергетски двојник“ Архив на оригинала от 2013-04-20 в Wayback Machine..
- Александар Наумов: Старо и ново: студије о књижевности православних Словена, Ниш, 2009. (5 текстове)